# Korošci
Korošci (italijansko Santa Barbara) je naselje, ki spada v občino Milje.
Naselje Korošci leži ob italijansko-slovenski meji, na pobočju hriba Castellier. Z naseljem Premančan ga povezuje istoimenski mejni prehod.

## Zgodovina
Kraj je bil naseljen že v davnih časih, kar dokazuje prisotnost gradišča iz peščenjaka, naseljenega od leta 1600 pr. n. št. do leta 350 po našem štetju. Arheologi so na kraju našli različne objekte, kot so obeski, orodja in fibule ter nekateri nagrobniki; eden od njih nosi ime "Ferisimo", kar naj bi bilo ime vodnega božanstva, drugi pa ima na obeh straneh krokarjevi glavi, simbol, povezan s kultom boga Mitre, ki je bil še posebej razširjen med rimskimi legionarji v 2. stoletju našega štetja. Nedaleč od gradu so našli nekropolo s 34 grobovi. Iz srednjega veka je ohranjenih le nekaj najdb keramičnega materiala, ki so ga po vsej verjetnosti zapustili pastirji, ki so se zatekli v staro naselbino. Dokazi o poselitvi območja v novi dobi segajo v 17. stoletje. Območje je bilo poseljeno s kmeti koroškega porekla, ki so govorili slovensko narečje. Priseljene kmečke družine so dale tudi slovensko poimenovanje kraja Korošci. Vas je bila, tako kot mnoge druge v občini Milje, aktivno središče odpora in akcij proti fašizmu med drugo svetovno vojno, ki so jih načrtovali istrski partizani in tistimi v Julijski krajini. Alma Vivoda, prva Italijanka, ki je padla v odporniškem boju 28. junija 1943 v Trstu, je leta 1942 našla gostoljubje v hiši v Korošcih. Lokalni klub ljudske kulture je ime dobil po njej.

## Spomeniki in zanimivi kraji
S hriba se odpre širok razgled na Tržaški zaliv in bližnje hribe. V osrčju majhne vasice stoji cerkvica, posvečena sveti Barbari. Sakralni objekt stoji na mestu, kjer je že v 17. stoletju obstajala kapela. Cerkev je dobila današnjo podobo po prenovi leta 1874, pri čemer se je ohranila oltarna slika, ki prikazuje Madono na prestolu z otrokom ter ob straneh Svetega Simona in Svete Barbare. Leta 1974 so prebivalci postavili pomnik, ki spominja na imena 27 prebivalcev vasi, ki so med letoma 1942 in 1945 padli v boju proti nacifašističnim enotam.